# Schülerpaten Deutschland
Schülerpaten Deutschland ist eine gemeinnützige Initiative, die 1:1-Bildungspatenschaften zwischen deutschsprachigen, ehrenamtlich tätigen Paten und Schülern mit Einwanderungsgeschichte vermittelt. Die Initiative besteht zurzeit aus sieben lokalen Standortorganisationen und einem Dachverband.

## Geschichte
Als erster Standort wurde 2009 Schülerpaten in Berlin gegründet. Nach dem Modell des Berliner Standorts wurden später weitere Standorte in Frankfurt, Köln, Hamburg, Bremen, Dortmund, München und Merseburg etabliert. 2012 wurde der Schülerpaten Dachverband e. V. geschaffen, um das Konzept in anderen Städten zu etablieren und die Arbeit der Standorte zu koordinieren.
Schülerpaten Berlin e. V. ist Mitglied im Netzwerk Berliner Kinderpatenschaften.

## Auszeichnungen
Schülerpaten Berlin e. V. war 2013 Preisträger von startsocial und wurde 2016 der Gesamtsieger beim Social Startup Pitch unter Schirmherrschaft von Brigitte Zypries. Der Schülerpaten Dachverband e. V. wurde 2016 als Gewinner der Google Impact Challenge ausgezeichnet. Im Februar 2017 ist Schülerpaten Berlin e. V. von Microsoft und Stifter-helfen.de mit dem TechStories 2016-Preis ausgezeichnet worden.